# Robert Gall (parolier)
Pour les articles homonymes, voir Robert Gall (homonymie) et Gall.
 (janvier 2018).
Si vous disposez d'ouvrages ou d'articles de référence ou si vous connaissez des sites web de qualité traitant du thème abordé ici, merci de compléter l'article en donnant les références utiles à sa vérifiabilité et en les liant à la section « Notes et références ».
Robert Gall est un parolier français né le 27 mai 1918 à Saint-Fargeau (Yonne) et mort le 16 mai 1990 dans le 13e arrondissement de Paris.

## Biographie

### Famille
Robert Gall et son épouse Cécile Berthier (1921-2021), fille de Paul Berthier (cofondateur de la manécanterie des Petits Chanteurs à la croix de bois), sont les parents de la chanteuse France Gall. Ils ont également deux fils, les jumeaux Patrice et Philippe, nés en 1946, qui travaillent eux aussi dans le domaine musical.
Robert Gall est inhumé au cimetière de Montmartre (22e division).

### Les débuts de parolier
Robert Gall fait ses débuts comme chanteur lyrique avant de se tourner vers la chanson de variété (Monsieur Schubert, 1947, Aimer comme je t'aime, 1950) pour ensuite se spécialiser dans l'écriture. Il commence à écrire vers la fin des années 1950 pour des interprètes comme Magali Noël (Au voleur, 1959) et Félix Marten (La Rigolade, 1962).

## Chansons

### PourÉdith Piaf
- 1960 : Les Amants merveilleux, musique de Florence Véran.
- 1962 : On cherche un auguste, musique de Charles Dumont.
- 1963 : C'était pas moi, musique de Francis Lai.
- 1963 : Monsieur Incognito, musique de Florence Véran.
- 1963 : Traqué, musique de Florence Véran.

### La Mamma
En 1964, il écrit pour Hugues Aufray (À bientôt nous deux) ou encore pour Marie Laforêt (À demain my darling). Mais c'est surtout avec ses paroles de La Mamma pour Charles Aznavour, sur une musique de ce dernier, qu'il se fait connaître (1963).

### Pour France Gall
Dès les débuts de France Gall, en 1963, il se consacre exclusivement à l'écriture des textes pour sa fille. Un peu plus tard, il remplace son premier impresario, Maurice Tézé.

#### 1963
- J'entends cette musique, musique de Jacques Datin d'après Remo Giazotto (l'« adagio d'Albinoni »).
- Pense à moi, coécrit avec France Gall, musique de Jacques Datin.

#### 1964
- Les Rubans et la fleur, musique d'André Popp.
- Jazz à gogo, musique d'Alain Goraguer.
- Soyons sages, musique de Guy Magenta.
- Le Premier Chagrin d'amour, musique de Claude-Henri Vic.
- On t'avait prévenue, coécrit avec Vline Buggy, musique de Guy Magenta.
- Sacré Charlemagne, musique de Georges Liferman.
- Au clair de la lune, adaptation d'Alain Goraguer d'après un thème traditionnel.
- Bonne nuit, musique d'Alain Goraguer.

#### 1965
- Le cœur qui jazze, musique d'Alain Goraguer.
- Et des baisers, musique d'Alain Goraguer.
- Deux oiseaux, musique d'André Popp.
- On se ressemble toi et moi, musique de Claude-Henri Vic.
- Le Temps de la rentrée, musique de Patrice Gall.

#### 1966
- Cet air-là, musique d'Alain Goraguer.
- Quand on est ensemble, coécrit avec Roland Berthier, musique de Raymond Lefèvre et Franck Pourcel.
- Oh ! Quelle famille, musique de Georges Liferman.
- Celui que j'aime, musique de Patrice Gall.
- L'Écho, musique d'Alain Goraguer.
- La Guerre des chansons, musique de Patrice Gall.

#### 1967
- La Petite, écrit avec Mya Simille, musique de Guy Magenta.
- Les Yeux bleus, musique de Claude-Henri Vic.
- Chanson pour que tu m'aimes un peu, musique de Patrice Gall.
- Chanson indienne, musique de David Whitaker.

#### 1968
- Le Temps du tempo, musique d'Alain Goraguer.
- Mon p'tit soldat, coécrit avec Monty, musique de Monty.
- Y'a du soleil à vendre, musique d'Hubert Giraud.
- Rue de l'abricot, coécrit avec Vline Buggy, musique de Jean-Pierre Bourtayre.

#### 1969
- L'hiver est mort, musique de Patrice Gall.
- Soleil au cœur, musique de Jean-Pierre Bourtayre.
- La Torpédo bleue, adaptation par Robert Gall de la chanson italienne Il Topolino Blu d'après les paroles originales de Daniele Pace sur une musique de Mario Panzeri et Lorenzo Pilat.

#### 1970
- Zozoï, musique de Nelson Angelo.